# Knut Dahl
Knut Dahl, född 28 oktober 1871 i Kyken i Ullensaker, Akershus fylke, död 11 juni 1951 i Oslo, var en norsk zoolog.
Han utförde mellan 1894 och 1896 en expedition till Australien och samlingen övertogs av det zoologiska museet inom Universitetet i Oslo. Expeditionens resultat beskrev han i verket In Savage Australia. An account of a Hunting and Collecting Expedition to Arnhem Land and Dampier Land från 1926. En annan expedition gick till södra Afrika.
Åter i Norge blev han året 1900 ledare för Trondheims biologiska station. Senare forskade Dahl om fiskar och fiskavel. Hans publikationer beskrev bland annat torskens, laxens och öringens ekologi.
Pungdjuret Petropseudes dahli och ökenråttan Meriones dahli är uppkallade efter Dahl.